# Kevan Miller
Pour les articles homonymes, voir Miller.
Kevan Michael Miller (né le 15 novembre 1987 à Santa Clarita, État de la Californie) est un joueur professionnel américain de hockey sur glace. Il évolue au poste de défenseur.

## Carrière en club
En 2007, il commence sa carrière junior avec l'Université du Vermont dans le championnat NCAA. Il est nommé capitaine des Catamounts du Vermont de 2009 à 2011. Il passe alors professionnel avec les Bruins de Providence dans la Ligue américaine de hockey. Le 21 novembre 2013, il joue son premier match dans la Ligue nationale de hockey avec les Bruins de Boston. Le 8 décembre, il marque son premier but, celui de la victoire 5-2 face aux Maple Leafs de Toronto et leur gardien Jonathan Bernier.
Durant la saison 2015-2016, il marque 18 points dont 5 buts. Après avoir joué 3 saisons dans la LNH, il signe une prolongation de contrat de quatre ans devant lui rapporter au total 10 millions de dollars américains.
En avril 2019, il subit une fracture de la rotule lors d'une chute contre la bande. Opéré pour cela, il se fracture la même rotule six semaines plus tard. Sa convalescence se complique alors et il est opéré au total quatre fois en 14 mois, ne jouant aucun matchs de la saison 2019-2020 
Il annonce sa retraite le 14 juillet 2021.

## Statistiques
| Saison     | Équipe                | Ligue       |     | Saison régulière | Saison régulière | Saison régulière | Saison régulière | Saison régulière |   | Séries éliminatoires | Séries éliminatoires | Séries éliminatoires | Séries éliminatoires | Séries éliminatoires |
| Saison     | Équipe                | Ligue       | PJ  | B                | A                | Pts              | Pun              | PJ               | B | A                    | Pts                  | Pun                  |                      |                      |
| 2006-2007  | Berkshire School      | USHS        | 31  | 6                | 8                | 14               |                  | -                | - | -                    | -                    | -                    |                      |                      |
| 2007-2008  | Catamounts du Vermont | Hockey East | 39  | 2                | 5                | 7                | 12               | -                | - | -                    | -                    | -                    |                      |                      |
| 2008-2009  | Catamounts du Vermont | Hockey East | 39  | 1                | 7                | 8                | 30               | -                | - | -                    | -                    | -                    |                      |                      |
| 2009-2010  | Catamounts du Vermont | Hockey East | 39  | 1                | 10               | 11               | 26               | -                | - | -                    | -                    | -                    |                      |                      |
| 2010-2011  | Catamounts du Vermont | Hockey East | 27  | 1                | 3                | 4                | 29               | -                | - | -                    | -                    | -                    |                      |                      |
| 2010-2011  | Bruins de Providence  | LAH         | 6   | 0                | 0                | 0                | 9                | -                | - | -                    | -                    | -                    |                      |                      |
| 2011-2012  | Bruins de Providence  | LAH         | 65  | 3                | 21               | 24               | 98               | -                | - | -                    | -                    | -                    |                      |                      |
| 2012-2013  | Bruins de Providence  | LAH         | 64  | 2                | 14               | 16               | 71               | 9                | 0 | 5                    | 5                    | 10                   |                      |                      |
| 2013-2014  | Bruins de Providence  | LAH         | 19  | 2                | 3                | 5                | 39               | -                | - | -                    | -                    | -                    |                      |                      |
| 2013-2014  | Bruins de Boston      | LNH         | 47  | 1                | 5                | 6                | 38               | 11               | 0 | 2                    | 2                    | 8                    |                      |                      |
| 2014-2015  | Bruins de Boston      | LNH         | 41  | 2                | 5                | 7                | 15               | -                | - | -                    | -                    | -                    |                      |                      |
| 2015-2016  | Bruins de Boston      | LNH         | 71  | 5                | 13               | 18               | 53               | -                | - | -                    | -                    | -                    |                      |                      |
| 2016-2017  | Bruins de Boston      | LNH         | 58  | 3                | 10               | 13               | 50               | 6                | 0 | 0                    | 0                    | 4                    |                      |                      |
| 2017-2018  | Bruins de Boston      | LNH         | 68  | 1                | 15               | 16               | 70               | 12               | 1 | 3                    | 4                    | 4                    |                      |                      |
| 2018-2019  | Bruins de Boston      | LNH         | 39  | 0                | 7                | 7                | 35               | -                | - | -                    | -                    | -                    |                      |                      |
| 2019-2020  | Bruins de Boston      | LNH         | 0   | 0                | 0                | 0                | 0                | -                | - | -                    | -                    | -                    |                      |                      |
| 2020-2021  | Bruins de Boston      | LNH         | 28  | 1                | 3                | 4                | 20               | 4                | 0 | 1                    | 1                    | 0                    |                      |                      |
| Totaux LNH | Totaux LNH            | Totaux LNH  | 352 | 13               | 58               | 71               | 281              | 33               | 1 | 6                    | 7                    | 16                   |                      |                      |